# Attila Kovács (Künstler)
Attila Kovács (* 15. Dezember 1938 in Budapest; † 6. April 2017 ebenda) war ein ungarisch-deutscher Maler und Zeichner. Der Künstler lebte ab 1964 in Westdeutschland und ab 1984 sowohl in Ungarn als auch in Deutschland.

## Leben
Attila Kovács besuchte von 1958 bis 1964 die Ungarische Hochschule für Angewandte Künste Ungarischen Akademie der Bildenden Künste (Iparművészeti Főiskola) und studierte Gobelin und dekorative Malerei in Budapest. 1964 emigrierte er über Wien in die BRD und studierte von 1965 bis 1969 an der Staatlichen Akademie der Bildenden Künste Stuttgart, wo er im Jahre 1970 sein Diplom erhielt. Kovács war Professor für Malerei an der Ungarischen Akademie der Bildenden Künste (Magyar Képzőművészeti Főiskola) zwischen 1997 und 2001 und lebte sowohl in Köln als auch in Budapest. 2001 erhielt er den Titel „Doctor of Liberal Arts“ an der Künstlerischen Fakultät der Janus Pannonius Universität der Wissenschaften (Janus Pannonius Tudományegyetem) in Pécs. 2009 hörte er mit seiner Lehrtätigkeit auf und 2010 löste er auch sein Atelier in Köln auf. In demselben Jahr zog er endgültig nach Budapest. Er war Mitglied im Deutschen Künstlerbund.

## Werk
Kovács begann seine Karriere als bildender Künstler im Februar 1958 und hier entstanden seine ersten abstrakten Gemälden und non-figurativen Pastell-Bilder. Noch in diesem Jahr fing er mit der Ausarbeitung der additiven Grundlagen für seine eigene visuelle Sprachtheorie an: eins + eins + … (Ja-Nein, 1958, Papier, Tempera). Im Herbst 1963 erlebte er ein eigenartiges intellektuelles Treffen mit dem ungarischen Mathematiker János Bolyai auf den Seiten der Zeitschrift „Leben und Wissenschaft“ – dort las er den Auszug Bolyais theoretischer Forschung über die nichteuklidische Geometrie, welche später zu einem Grundpfeiler seines Lebenswerks wurde. Kovács emigrierte nach West-Deutschland, wo er vom 3. Juli bis zum 26. August 1964 in dem sich neben Nürnberg befindenden provisorischen Ausländerlager in Zirndorf seine ersten sequenziellen Zeichnungen anfertigte. Diese aus 14 Zeichnungen bestehende Reihe ist laut Forschungen des Staatlichem Museums für Kunst und Design in Nürnberg das erste bildende Kunst-ambitionierte sequenzielle Werk, welches gegenwärtig zu der Sammlung des Museums gehört.
In der zweiten, frühen Phase seines Lebenswerkes in West-Deutschland, zwischen 1964 und 1970, wandte er sich von der gegenständlichen Malerei ab und arbeitete eine individuelle künstlerische Sprache aus, welche er als Bezugssystem bzw. als transmutative Plastizität benannt hat. Zu diesen ersten Experimenten mit Strukturen – seit 1967 die ersten mathematisch-programmierten Prozesse – verfasste er das „Manifest der transmutativen Plastizität“, 1968 „Der ästhetische Raum“ und 1969 „Über die Tramutative Plastizität“. 1967 programmierte er seine Sequenzen mit mathematischen Parametern; er hat zu einigen Zeichnungssektionen (mit gleichen oder ähnlichen visuellen Werten) Zahlenwerte zugeordnet, wobei er die Grundformen, ähnlich wie mathematische Sequenzen, schrittweise veränderte. Da lernte er den deutschen Philosophen Max Bense kennen, wer in den Werken des jungen Künstlers die visuelle Ausformulierung seiner eigenen ästhetischen und philosophischen Gedanken erkennen konnte – daher unterstützte er ihn und pflegte er eine gute Beziehung mit Attila Kovács bis zu seinem Lebensende im Jahre 1990. Währenddessen führte Kovács die unumkehrbaren Begriffe des Raums, der Zeit, der Geschwindigkeit und der Irreversibilität ein – welche vor der Romantik die natürliche Komponente einer visuellen Sprache waren –, damit er die zwei Bausteine der Strukturen (Ausdrucksweise und Artikulation) mit Hilfe von exakten Parametern (Information), voneinander unabhängig definieren kann. Er schuf also anhand von mathematischer Koordinaten eine eigene, an einer „x-y-z-Raum-Zeit-Achse“ ausgeführten, nichteuklidischen Geometrie folgende, sequenziell-geometrische Abstraktion. Die so fertiggestellten, unendlichen Sequenzen hielt er in der „Funktionstabelle der Synthetisierbarkeit und Relativierbarkeit visueller Strukturen“ fest. So kam die Konzeption des synthetischen Programmierens zur Welt. Mithilfe von Algorithmen zeichnete er die strukturelle Analysis und Synthesis des Kreises und des Vierecks nach. Einige ausgewählte Teile seiner Transformationen hat er auf eine Holztafel befestigten Leinwand oder auf Papier ausgeführt, d. h. die progressiv-regressive Vierecke und die koordination p3 Werke wurden somit fertiggestellt.
1977 wurde er zu der documenta 6 in Kassel eingeladen, wo er die, in seinen (auf seinen p3-basierten) p13 Folge erarbeiteten Sequenzen in dem Fridericanum-Saal ausstellen durfte. In dem von der documenta herausgegebenen Katalog erscheint seine als visuell, transformationell betitelte Studie. Mithilfe eines Auszugs dieser Studie kann der über die Beziehung von Struktur und Form gebildeten Grundsatz von Kovács verstanden werden, welcher besagt, dass die Struktur etwas komplett Anderes ist, als die Form: s ≠ f. Die Struktur ist relativierbar, die Struktur ist die Sprache per se. Nennen wir die Struktur ganz einfach ein Netz, welches der Künstler – aufgrund von Intuitionen – auf einem Viereck, auf einem Rechteck aufbaut. In dem Netz erschienenen Formen sind nichts anderes, als Transformationen einiger Sequenzen. Währenddessen fertigte er 1975 seine meta-quadrat-geformte (shaped canvas) Tafeln an, wo der Anfangs- und Endpunkt selbst die Struktur, das „Netz“ ist, dessen Verwandlung der künstlerischen Endpunkte die Grenzen der modellierten Leinwand vorgibt. Das zwischen 1967 und 1973 produzierte mehr als hundertseitige Programmheft beinhaltet diese Reihen seiner Transformationen, die sich auf Arithmetik, lineare Algebra, und Parametern basierenden Algorithmen sind. Diese auf mathematische Sequenzen basierten, theoretisch rekonstruierbaren, oder weiter entwickelbaren, offenen Strukturen von Kovács, und die in diesen sich befindenden visuelle Nachbildungen der Form – also die im Programmheft definierte Struktur- und Formsynthesen –, sind mithilfe eines Computers herstellbar und gleich zum Drucken bereit. Parallel zu seiner Anfertigung seines Programmheftes definierte er 1972 den Anfangspunkt einer nichteuklidischen Farbentheorie. Basierend auf seinem Programmheft schrieb er 1979 drei Sequenzen in dem Teletext-System der deutschen Post. Im Jahre 1982 programmierte er ebenso drei Sequenzen in dem Teletext-System des Ungarischen Fernsehens (Magyar Televizió). 1984 stellte er seine ersten Metalinien fertig, welche er dann in sich verändernden Strukturen anlegte, infolgedessen die 1., 2., 3., 4., 5. Linie von der Position der verändernden Struktur abhängig ist.
1984 gewann er den Künstlerpreis des Bonner Kunstfonds mit seiner „Endlose imaginäre Säulen“ Meta-Punkte: Hier ist dort ↔ dort ist hier betitelten Werk. Die zwei seine 80er Jahre bestimmenden Programme sind „die Metalinie in Positionsabhängigkeit“, und die Meta-Punkte: „Hier ist dort ↔ dort ist hier“. In einem homogenen euklidischen Koordinatensystem geben wir die Punktstellen mit zwei Koordinatenzahlen an, während in einem nichteuklidischen diskontinuierlichen System drei Koordinaten dafür gebraucht werden. Ab 1984 besuchte er Ungarn als deutscher Staatsbürger regelmäßig, und neben seinem Kölner Atelier hat er sich auch in Budapest künstlerisch betätigt. 1995 wurde eine retroperspektivische Ausstellung seiner Werke in der Kunsthalle (Műcsarnok) in Budapest organisiert. 2005 publizierte die Ungarische Universität der Bildenden Künste (Magyar Képzőművészeti Egyetem) seine ausgewählten Werke: „Über die transmutative Plastizität“ (Az átalakuló plasztikusság, 1969), „Kunst & Mathematik“ (Művészet és matematika, 1975), „Prinzipien und Folgerungen“ (Alapelvek és következtetések, 1993).
Seine Werke wurden gewöhnlicherweise zweidimensional verwirklicht. Alternativ fangen sie flach an und entwickeln sie sich verfolgend den Rhythmus der mathematisch festgelegten sequenziellen Bewegungen, treten dann in den Raum und bilden eine Art geometrische Friese auf der Wandfläche. Der sehr auffällige Koeffizient seiner Holztafeln und papierbasierten Werke ist die unvergleichbare, hervorragende Manualität. Alle Tafelbilder des Künstlers sind auf aus 40 Schichten bestehenden, grundierten Trägern angefertigte, individuell ausgeführte Gemälde. Die Werke von Kovács sind außergewöhnliche Beispiele der menschlichen Konzentrationsfähigkeit. Die Farbe, die er als lebendes Material verwendete, formte er bewusst und gezielt zum Komponenten des Bildes um, d. h. er schuf „eine bildliche Wahrheit, eine bildliche Qualität“.
Die Werke von Attila Kovács werden in den Sammlungen der nationalen Museen im Kontext der Minimal Art, der Concept Art, und der monochrome und non-relationale Malerei zugeordnet.
Sein Lebenswerk ist durch eine Zählbarkeit gekennzeichnet. Seine gleichzeitig einzigartige und komplexe Eigenwelt ist aus miteinander verflochtenen, aber separat deutbaren Bestandteilen zusammengesetzt:

„Egal, worüber wir nachdenken oder was wir betrachten, es gibt zwei verschiedene Wege, wie man mit den Dingen oder mit irgendjemandem eine Beziehung aufbauen kann: KONTINUIERLICH oder DISKONTINUIERLICH. Deshalb ist es besser, wenn wir alles Existierende, was sich von den anderen sich abgrenzt, als eine Einheit und auch als etwas Komplexes betrachten. Die Kontinuität ist jedoch eng mit etwas verwandt, was die Künstler nicht nur nicht mögen, sondern geradeaus verachten: und dies ist die MENGE und deren sprachliches Gegenstück, die ZAHL.“

„Was wir sehen, ist nicht aus sichtbaren Elementen zusammengesetzt; was wir denken, besteht nicht aus Gedanken, sondern ist das Ergebnis einer grammatikalischen Synthese. Alle sprachlichen Relationen sind im Auge der „Transportmitteln“ sinnlich; im Gegensatz zu ihren Regeln, welche nicht sinnlich, sondern strukturell sind. Die das Bildformat bestimmende Parametern, d.h. der informationellen Struktur des Bildes ist nicht sichtbar, sondern die aus informationeller Struktur resultierende Form wird sichtbar. Die Information organisiert den Stoff zum Gebilde, zur Form.“

„Man kann das Thema der Arbeiten von Kovács am besten so zusammenfassen: es
geht ihm um die Differenz, das Auseinanderfallen der abstrakt vorstellbaren, in sich
stimmigen Strukturen mit deren Erscheinungsformen.“

## Einzelausstellungen
- 1969  Galerie Hansjörg Mayer, Stuttgart, BRD
- 1970  Galerie Studium Generale, Universität Stuttgart, Stuttgart, BRD
- 1970  Atelier Glasmeier, Gelsenkirchen-Buer, BRD
- 1971  Galerie Mutzenbach, Dortmund, BRD
- 1971  Kunstverein, Unna, BRD
- 1972  Galerie Szepan, Gelsenkirchen, BRD
- 1972  Galerie Teufel, Köln, BRD
- 1973  Kölnischer Kunstverein, Köln, BRD
- 1973  Galerie Swart, Amsterdam, Niederlande
- 1974  Wilhelm-Hack-Museum, Ludwigshafen, BRD
- 1974  Galerie Jesse, Bielefeld, BRD
- 1975  Galerie Teufel, Köln, BRD
- 1976  Albers-Kovács, Museum Ludwig, Köln, BDR
- 1976  Kovács-Albers, Galerie Teufel, Köln, BDR
- 1977  Galerie Swart, Amsterdam, Niederlande
- 1977  Galerie Hermanns, München, BDR
- 1978  Galerie Hilger + Schmeer, Duisburg, BRD
- 1979  Galerie Brigitte March, Stuttgart, BRD
- 1979  Galerie Karin Fesel, Düsseldorf, BRD
- 1979  Junior Galerie, Düsseldorf, BRD
- 1980  Galerie Seestrasse, Rapperswil, Zürich, Schweiz
- 1981  Galerie Hermanns, München, BRD
- 1981  Grafiksammlung Dieter Lohl, Unna, BRD
- 1982  Artothek Köln, BRD
- 1982  Galerie Brigitte March, Stuttgart, BRD
- 1982  Galerie Czyszczenie Dywanow, Lodz, Polen
- 1983  Kunstmuseum Hannover, Sammlung Sprengel, Hannover, BRD
- 1983  Edition & Galerie Hoffmann, Friedberg, BRD
- 1983  Galerie Red and Blues, Maastricht, Niederlande
- 1986  Galerie Wack, Kaiserslautern, BRD
- 1987  Wilhelm-Hack-Museum, Ludwigshafen, BRD
- 1987  Fészek Galéria mit András Mengyán, Budapest, Ungarn
- 1988  Galerie Hermanns, München, BRD
- 1988  Galerie Brigitte March, Stuttgart, BRD
- 1988  Rathaus, Waldshut-Tiengen, BRD
- 1989  Galerie Wack, Kaiserslautern, BRD
- 1990  Galerie Karin Fesel, Düsseldorf, DE
- 1991  Kassák Museum, Budapest
- 1992  Petőfi Literarisches Museum, Budapest
- 1993  Galerie Karin Fesel, Düsseldorf, Deutschland
- 1993  Kunsthalle Szombathely, Szombathely (Ungarn)
- 1993  Fészek Galéria, Budapest
- 1993  Galerie Ermitage, Berlin, Deutschland
- 1994  Collegium Budapest, Institute for Advanced Study
- 1994  Budapest Kiscelli Museum, Budapest
- 1995  Galerie Ucher, Köln, Deutschland
- 1995  Kunsthalle, Budapest
- 1995  Galeria u Jezuitów, Poznań, Polen
- 1998  Gesellschaft Pál Szinyei Merse, Galerie Pest Center, Budapest
- 2001  Universität, Pécs, Ungarn
- 2002  Erzbischöfliches Diözesanmuseum, Kolumba Museum, Köln, Deutschland
- 2004  Kunst aus NRW, Düsseldorf, Deutschland
- 2005  Galerie Brigitte March, Stuttgart, Deutschland
- 2007  Universität Babes-Bolyai, Klausenburg, Rumänien
- 2007  Symmetry: Art and Science, ISIS-Symmetry, Universidad de Buenos Aires, Argentina
- 2007  Quadrate und Metaquadrate, Galerie B. March, Stuttgart, Deutschland
- 2008  Symmetry: Art and Science, ISIS-Symmetry, Haus für Architektur, Lviv, Ukraine
- 2009  Bolyai-Kovács, MTA Bibliothek, Budapest
- 2010  Galerie B55, Budapest
- 2011  Petőfi Literarisches Museum, Budapest
- 2013  Neues Museum Nürnberg, Deutschland
- 2013  Kristalle und Datenformate, MTA Bibliothek, Budapest
- 2014  Zeit-Geometrien, VILTIN Galéria, Budapest
- 2015  Nach Péri und Stella, VILTIN Galéria, Budapest
- 2016  MAYOR Gallery, London, England
- 2017  Art Brussels, Rediscovery mit der Galerie VILTIN

## Gruppenausstellungen
- 1969  Operationen, Museum Fridericianum, Kassel, BRD
- 1972  Begegnung-Sammlung Reiser, Museum Ulm, BRD
- 1972  art 3 Kunstmesse Basel, mit der Galerie Teufel, Schweiz
- 1973  Programm – Zufall – System, Slg. Etzold, Städt.Museum, Mönchengladbach, Deutschland
- 1973  Konstruktivismus 1913 – 1973, Rheinisches Landesmuseum, Bonn, BRD
- 1973  Visuelle Ordnungen, Neue Nationalgalerie, Berlin, BRD
- 1973  Zeichnungen, Galerie Swart, Amsterdam, Niederlande
- 1973  art 4 Kunstmesse Basel mit der Galerie Teufel, Basel, Schweiz
- 1974  Kunst unserer Zeit-Neuerwerbungen, Rheinisches Landesmuseum, Bonn, BRD
- 1974  Deutscher Künstlerbund Berlin, Gutenberg Museum, Mainz, BRD
- 1975  Serie-System-Methode, Bonner Kunstverein, Bonn, BRD
- 1976  Die Reine Form – Von Malewitsch bis Albers, Sammlung McCrory Corp., New York und Kunstmuseum, Düsseldorf, BRD
- 1977  art 8 Kunstmesse Basel mit der Galerie Teufel, Schwei*
- 1977  documenta 6, Museum Fridericianum, Kassel, BRD
- 1978  Abstrakte Definition des Raumes, Nationalgalerie, Berlin, BRD
- 1978  Sammlung McCrory Corporation New York, Luisiana Museum, Humlebaeck
- 1980  art 11 Kunstmesse Basel, Schweiz
- 1980  Konstruktion, Struktur, Konstellation, Galerie Teufel, Köln, BRD
- 1980  1900 Talets Konstutveckling Belist Genom, Kunsthalle Malmö, Schweden
- 1981  Constructivism and the Geometric Tradition, Detroit, USA
- 1981  Konstruktion in Prozess, Lodz, Polen
- 1982  art 13 Kunstmesse Basel, Schweiz
- 1982  Deutsche Grafik und Zeichnung der Gegenwart, Museum Ludwig, Köln, BRD
- 1982  Constructivism and the Geometric Tradition, Art Museum, Denver, USA
- 1983  Constructivism and the Geometric Tradition, San Antonio Museum of Art, Texas, USA
- 1983  Deutsche Grafik und Zeichnung der Gegenwart, Art Gallery of New South Wales, Sydney, Australien
- 1983  Constructivism and the Geometric Tradition, New Orleans Museum of Art, New Orleans, USA
- 1984  Constructivism and the Geometric Tradition, Indianapolis Museum of Art, Indianapolis
- 1984  Deutsche Grafik und Zeichnung der Gegenwart, Künstlerverein, Oslo, Norwegen
- 1985  Deutsche Grafik und Zeichnung der Gegenwart, National Art Club, New York, USA
- 1985  Imaginer, Construire, Musée National d’Art Moderne, Paris, Frankreich
- 1986  Deutsche Grafik und Zeichnung der Gegenwart, Arts Center, Hong Kong, China
- 1986  National Museum, Singapur
- 1986  Shoto Museum, Tokio
- 1986  Trends in Geometric Abstract Art, The Tel Aviv Museum, Tel Aviv, Israel
- 1987  Mathematik in der Kunst der Letzten Dreißig Jahren, Wilhelm-Hack-Museum, Ludwigshafen, BRD
- 1989  art 20 Kunstmesse Basel, mit Galerie Fesel, Basel, Schweiz
- 1992  Grenzenlos, Zeitgenössische Kunst im Exil, Bonn, Deutschland
- 1993  Grenzenlos, Zeitgenössische Kunst im Exil, Stuttgart, Deutschland
- 1994  Europa-Europa, Das Jahrhundert der Avantgarde in Mittel- und Osteuropa, Kunst- und Ausstellungshalle der BRD, Bonn, Deutschland
- 1994  Ungarische Kunst der 80er Jahre, Kunsthalle, Budapest, Ungarn
- 1997  Jenseits von Kunst, Neue Galerie am Landesmuseum Joanneum, Graz, Österreich
- 1998  Der unendliche Raum dehnt sich aus, Staatlichen Kunsthalle, Baden-Baden, Deutschland
- 1998  Universidad Simon Bolivar Museum, Galeria de Arte Caracas, Venezuela
- 2001  Ars Vivendi – Ars Moriendi, Kolumba Museum, Köln, Deutschland
- 2001  Bezugssysteme, Edition & Galerie Hoffmann, Friedberg, Deutschland
- 2003  150 Jahre Diözesanmuseum Cologne! Schenkungen, Kolumba Museum, Köln, Deutschland
- 2005  Concrete Art in Europe after 1945 (Max Bill presentation), Kulturspeicher, Würzburg
- 2007  Ausgerechnet....Mathematik und Konkrete Kunst, Kulturspeicher, Würzburg, Deutschland
- 2009  Art Cologne, mit Edition & Galerie Hoffmann, Friedberg, Deutschland
- 2011  Denken, Kolumba Museum, Köln, Deutschland
- 2012  Rasterfahndung – Das Raster in der Kunst nach 1945, Kunstmuseum, Stuttgart, Deutschland
- 2013  Primary Structures, Galerie March, Stuttgart, Deutschland
- 2013  DRAWING.OK, VILTIN Galéria, Budapest, Ungarn
- 2013  National Gallery of Modern Art, New Delhi – Mumbai – Bangalore, India
- 2013  ArtMarket Budapest, mit VILTIN Galéria
- 2014  ARCOmadrid, mit VILTIN Galéria
- 2014  Freihand, Center for Modern and Contemporary Art – MODEM, Debrecen, Ungarn
- 2014  Artissima, mit VILTIN Galéria, Torino, Italien
- 2015  ARCOmadrid, mit VILTIN Galéria
- 2015  START Art Fair, London, mit VILTIN Galéria
- 2016  ARCOmadrid, mit VILTIN Galéria
- 2016  TEFAF Maastricht, mit MAYOR Gallery London, Niederlande
- 2016  Art Basel, mit MAYOR Gallery London, Schweiz
- 2017  TEFAF Maastricht, mit MAYOR Gallery London, Niederlande
- 2017  Art Basel, mit MAYOR Gallery London, Schweiz

## Öffentliche Sammlungen
- Galerie der Stadt, Stuttgart, Deutschland
- Städtische Kunstsammlungen, Gelsenkirchen, Deutschland
- Städtisches Museum Abteiberg, Mönchengladbach, Deutschland
- Kultusministerium Nordrhein-Westfalen, Düsseldorf, Deutschland
- Rheinisches Landesmuseum Bonn Deutschland
- Wilhelm-Hack-Museum, Ludwigshafen a. R., Deutschland
- Museum Ludwig, Köln, Deutschland
- Museum Kunstpalast, Düsseldorf, Deutschland
- Staatsgalerie Stuttgart, Deutschland
- Museum Wiesbaden, Deutschland
- Muzeum Sztuki, Lodz, Polen
- Museum für Konkrete Kunst, Ingolstadt, Deutschland
- Art Information Center – University of Arts, Osaka, Japan
- Kupferstichkabinett, Berlin, Deutschland
- Sprengel Museum, Hannover, Deutschland
- Ungarische Nationalgalerie, Budapest, Ungarn
- Stadt Waldshut-Tiengen, Deutschland
- The Tel Aviv Museum, Israel
- Louisiana Museum of Modern Art, Humlebaek, USA
- Rathaus von Amsterdam, Niederlande
- Stadt Wipperführt, Deutschland
- Museum der Bildenden Künste, Budapest, Ungarn
- Stiftung Wilhelm Lehmbruck Museum, Deutschland
- Museum Kiscelli, Budapest, Ungarn
- Kolumba Museum, Kunstmuseum des Erzbistums Köln, Deutschland
- Albertina, Wien, Österreich
- Museum Janus Pannonius, Pécs, Ungarn
- Von der Heydt-Museum, Wuppertal, Deutschland
- Mondrianhuis, Amersfoort, Niederlande
- Museum Vass, Veszprém, Ungarn
- Museum im Kulturspeicher, Würzburg, Deutschland
- Allianz AG, Berlin, Deutschland
- Museum Ludwig, Budapest, Ungarn
- Kunsthalle, Bremen, Deutschland
- Gemäldegalerie Paks, Paks, Ungarn
- Bibliothek der Ungarischen Akademie der Wissenschaften, Budapest, Ungarn
- Kunstmuseum Stuttgart Deutschland
- Neues Museum Nürnberg, Deutschland
- Museum Haus Konstruktiv, Zürich, Schweiz
- Krankenhaus Schorndorf (Gartenbrunnen), Schorndorf, Baden-Württemberg, Deutschland

## Auszeichnungen
- 2004 Mihály-von-Munkácsy-Preis des ungarischen Kultusministeriums, Budapest
- 1984 Arbeitsstipendium, Kunstfonds e.V., Bonn
- 1977 Arbeitsstipendium der BDI, Köln
- 1975 Stipendium für Malerei der Stadt Köln

## Texte
Bekannte Kunsthistoriker und Philosophen, Klaus Honnef, Eugen Gomringer, Karl Ruhrberg, Walter Vitt, Dieter Ronte, Max Bense und Siegfried Maser, haben Texte zum Werk von Attila Kovács veröffentlicht.